# David Baruch Adler

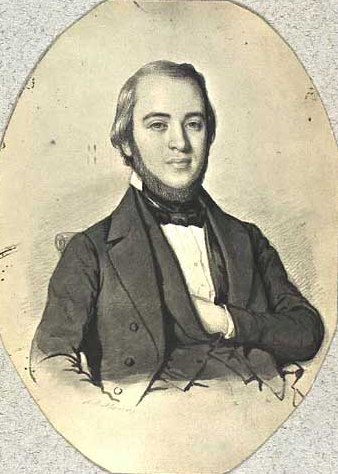
David Baruch Adler.

David Baruch Adler, född den 16 maj 1826 i Köpenhamn, död där den 4 december 1878, var en dansk bankman och politiker. 
Adler var av judisk släkt och övertog 1850 en bankirrörelse i sin hemstad, som snart blev en av de mest betydande i Danmark. Som ivrig nationalliberal strävade han efter att frigöra den jylländska handelskåren från dess penningförbindelse med Hamburg och dra den till Köpenhamn. Han var med om att stifta Privatbanken 1857 och Kjøbenhavns Handelsbank 1873, förutom flera andra finansiella inrättningar, samt användes 1864 av den danska regeringen och 1868 av den svenska till att ta upp statslån i London. 1864–1869 var han medlem av folketinget (i några år finansutskottets ordförande) och 1874–1878 av landstinget. Han deltog 1861 i upprättandet av skytteföreningar och var en av de första, som gav "Hedeselskabet" något väsentligt stöd. Bland hans många offentliga uppdrag kan för övrigt nämnas medlemskapet i kommittén för utarbetandet av en nordisk växellag.